# Michalis Nikoloudis
Mi(c)halis Nikoloudis (griechisch Μιχάλης Νικολούδης; * 23. April 1949 in Piräus) ist ein griechischer Musiker.
Nikoloudis spielt Mandola, Barocklaute, Gitarre und Mandoline. Bei Konzerten und Aufnahmen arbeitete er mit griechischen und internationalen Musikern wie Ross Daly, Sophia Tserou, Giannis Haroulis und Anastasia Moutsatsou. Für das Album Apopse tha Diarrixo ti Selini vertonte er zwölf Gedichte von Nikos Stathopoulos.

## Diskographische Hinweise
- Aeolia – Αιολία, 1995
- Chrismos – Oracle, 1997, mit Arto Tunçboyacıyan, Orestis Moustidis, Ross Daly, Tanya Nikoloudis, Tigran Sarkissian, Andreas Trapalis, Giorgos Maglaras, Themis Nikoloudis, Nikos Zilakos
- Gaia, 1998
- 1922 from Asia to Europe, 1999
- Deja Vu, 2001
- Gyro mou ki entos – Inside and Around Me, 2003, mit Giannis Haroulis
- Gynaikes – Women, 2006, mit Sotiria Leonardou, Foteini Velesiotou
- Apopse tha Diarrixo ti Selini, 2007
- Aeolia 2, 2008
- Armenistis, 2012
- Michalis Nikoloudis / Tanya Nikoloudis Los Eróticos, 2013